# Плоскоголовые сумчатые мыши
Плоскоголовые сумчатые мыши (Planigale) — род млекопитающих семейства хищных сумчатых.

## Виды и распространение
В роде плоскоголовых сумчатых мышей выделяют пять видов:
- Мелкозубая сумчатая мышь (Planigale gilesi). Обитает в штате Южная Австралия, а также в Новом Южном Уэльсе и Виктории. Встречается в юго-западных районах Северной территории.
- Северная сумчатая мышь (Planigale ingrami). Обитает на севере Австралии и в северной части штата Квинсленд.
- Карликовая сумчатая мышь (Planigale maculata). Обитает в штатах Квинсленд и Новый Южный Уэльс.
- Новогвинейская сумчатая мышь (Planigale novaeguineae). Обитает на юго-востоке острова Новая Гвинея.
- Южная сумчатая мышь (Planigale tenuirostris). Обитает в северной части штата Новый Южный Уэльс.

Распространены на территории большей части Австралии и острова Новая Гвинея, входящего в состав Папуа — Новой Гвинеи и Индонезии. Обитают, как правило, на лугах и в саваннах. Иногда встречаются в лесах.

## Внешний вид
Внешне и по поведению напоминают обычных мышей, с которыми у них тем не менее нет никаких родственных связей. Имеют небольшие размеры. Длина тела составляет от 4 до 10 см, хвоста — 5-8 см. Вес от 5 до 15 г. По размерам плоскоголовые сумчатые мыши являются самыми маленькими представителями отряда сумчатых.
Голова у зверьков уплощена (отсюда и русское название). Череп чрезвычайно плоский. Мордочка вытянута. Хвост не утолщён, на его кончике имеется небольшая кисточка. Тело покрыто густым мехом. Спина обычно бурого или буро-серого цвета, а брюхо — белое.

## Образ жизни
Плоскоголовые сумчатые мыши ведут наземный образ жизни, хотя с лёгкостью могут карабкаться по деревьям. Активность, как правило, приходится на ночь. Питаются насекомыми, пауками и небольшими позвоночными.

## Размножение
У самок имеется хорошо развитая сумка, которая открывается назад. Размножаются круглый год. В потомстве обычно от 4 до 12 детёнышей, которые остаются с матерью обычно в течение трёх месяцев. Продолжительность жизни составляет около 2 лет.